# Giustina Abbà
Giustina Abbà (née à Rovinj en 1903 et morte dans la même ville le 24 septembre 1974) est une partisane, antifasciste et ouvrière italienne et croate.

## Biographie
Giustina Abbà, féministe et ouvrière à la manufacture de tabac de Rovinj, est la première femme à rallier le mouvement partisan en Istrie.
En 1942, Giustina Abbà, qui avait rejoint le parti communiste clandestin, organise avec d'autres ouvrières une grève réussie « contre la faim et la guerre ». La milice fasciste et les carabiniers interviennent, répriment la manifestation et arrêtent Giustina et ses camarades les plus exposés. Libérée, elle est l'une des fondatrices du Mouvement populaire de libération de Rovinj.
Après la Seconde Guerre mondiale, elle est emprisonnée à plusieurs reprises sous Tito et milite jusqu'à sa mort au sein du Front des femmes antifascistes de Rovinj.
Son fils Giovanni fut officier dans le bataillon de partisans Pino Budicin (en).